# 埼玉県立和光国際高等学校
埼玉県立和光国際高等学校（さいたまけんりつわこうこくさいこうとうがっこう）は、埼玉県和光市にある男女共学の公立高等学校。

## 概要
1987年開校。2012年まで学部は普通科、外国語科、情報処理科の3学科であったが、2011年から情報処理科の募集を停止し、2012年度で情報処理科が廃止となった。外国語教育を重視しており、毎年海外へのホームステイや外国人生徒の受け入れ、付近の施設を使っての英語キャンプ（外国語科のみ）が行なわれている。
1999年から2011年まで、埼玉県立高校ではじめて前期・後期の2学期制を導入。更に2002年から2012年までは、特定の日に90分授業を導入していた。2004年には、文部科学省の「スーパー・イングリッシュ・ランゲージ・ハイスクール」指定校となる。2013年度からは90分授業が廃止され、月・水曜日に7時間授業を導入し、授業時間が大幅に増えた。2018年度から従来の50分授業から5分伸び、55分×6時間授業となった。これに伴い7時間授業は廃止され、「カセット」と呼ばれる特定の3科目を、7時間授業の代替として、通常の時間割に不定期に組み込まれるようになった。
当校の標語は「RST」。“Read, See & Think.”で表し、訳するに「読んで、見て、そして考えよ。」としている。
- 2025年−令和7年度をもって募集停止[1]。
- 2026年−埼玉県立和光高等学校と統合する（予定）。統合新校は現在の和光国際高の場所に設置される[2]。

## 年間行事
- 4月
  - 入学式
  - 新入生オリエンテーション
  - 新入生歓迎会
  - 身体測定
  - 離任式
- 5月
  - 生徒総会
  - 中間考査
- 6月
  - 更衣
  - 文化祭（みづのき祭）かつては9月に行われていた。
  - 遠足
- 7月
  - 期末考査
  - 球技大会
- 9月
  - 体育祭
- 10月
  - 更衣
  - 中間考査
  - 修学旅行(2年次、シンガポール)
- 11月
  - 生徒総会
- 12月
  - 期末考査
  - ONE DAY CAMPUS
  - 防災訓練
- 1月
- 2月
  - 持久走大会(男子15km、女子10km)
  - 学年末考査
- 3月
  - 3年生を送る会(夢見会)
  - 卒業証書授与式

## 著名な出身者
- 小池純輝 - プロサッカー選手（東京ヴェルディ所属)
- 濱田水輝 - プロサッカー選手（ファジアーノ岡山FC所属)
- 野沢英之 - プロサッカー選手（ヴァンフォーレ甲府所属)
- 田中博康 - 騎手（中退）
- 宮野真守 - 声優（劇団ひまわり所属）
- ヤスヒロ（旧名：藤原泰浩）- 声優（ケンユウオフィス所属）
- 田附勝 - 写真家
- 溜口佑太朗 - お笑い芸人（ラブレターズ)
- 尾越豊 - (荒川ケンタウロス)[要出典]
- 渋谷ジャパン - YouTuber
- 入船亭扇七 - 落語家
- 出口遼 - 作曲家
- 東條英利 - 実業家

## 交通
- 東武東上線・東京メトロ有楽町線東京メトロ副都心線・和光市駅より徒歩23分
- 和光市駅より東武バスウエスト10分｢国際高校入口｣下車徒歩1分（本数少）、または｢西大和団地｣下車徒歩3分
- 和光市駅より西武バス10分、または西武池袋線大泉学園駅より西武バス20分｢税務大学校和光校舎｣下車徒歩5分